# Crasnogorca, Stînga Nistrului
Crasnogorca este un sat din Unitățile Administrativ-Teritoriale din Stînga Nistrului (Transnistria), Republica Moldova. A fost atestat documentar pentru prima oară în 1886.
Conform recensământului din anul 2004, populația localității era de 1.173 locuitori, dintre care 307 (26.17%) moldoveni (români), 670 (57.11%) ucraineni si 169 (14.4%) ruși.

## Personalități
- Boris Marian - scriitor rusofon din Republica Moldova, fost disident sovietic (n. 1934)